# Ritana
Ritana (italià Rittana, piemontès Ritan-a) és un municipi italià, situat a la regió del Piemont. L'any 2007 tenia 137 habitants. Està situat a la Val d'Estura, dins de les Valls Occitanes. Limita amb els municipis de Bernès, Gaiòla, Montrós, Roccasparvera, Valgrana i Valloriate.

## Administració
| Període | Identitat     | Partit        |
| ------- | ------------- | ------------- |
| 2004-   | Italo Fantino | Llista cívica |